# Народна књига
Народна књига је била једна од највећих југословенских издавачких предузећа, данас је једна од најугледнијих издавачких кућа у Црној Гори. Налази се у улици Цетињска 6 у Београду и на Никшићком путу, улици Комани бб у Подгорици.

## Историјат
Компанија „Народна књига” је основана 1954. године у Београду и 2002. у Подгорици. Почетак рада се заснивао на дистрибуцији и продаји књига, а данас се баве и издаваштвом. Објавили су више хиљада наслова из свих области светске и домаће литературе. Познати су по издању школске лектире од првог до деветог разреда реформисане школе, по плану и програму Завода за школство Црне Горе. Поред Београда и Подгорице налази се у Даниловграду, Никшићу и Петровцу на Мору.